# Anaïs Voy-Gillis
Anaïs Voy-Gillis, née en 1991, est une géographe française, spécialiste des questions industrielles, plus particulièrement de la réindustrialisation.

## Jeunesse et formation
Née en 1991, Anaïs Voy-Gillis a grandi en parallèle à Saint-Rémy-de-Provence et à Poitiers. Elle effectue sa licence à l'université de Poitiers et son master à Paris.
En 2014, Anaïs Voy-Gillis fait le choix de consacrer son sujet de thèse à la réindustrialisation. Sa thèse a été réalisée à l'Institut Français de Géopolitique et a été soutenue en 2019.

## Carrière universitaire  et entrepreneuriale
Outre ses travaux sur l'industrie, la géographe est également membre de l’Observatoire européen des extrêmes ; elle affirme notamment dès 2018, et plus encore à la faveur de la pandémie de Covid-19, que les partis nationalistes européens vont être renforcés par les évolutions actuelles,,.
En parallèle de sa carrière universitaire, Anaïs Voy-Gillis souhaite mener une carrière dans le secteur privé afin de récolter des informations sur le terrain. En 2015, elle est embauchée par le cabinet de conseil Akya consulting. En 2016, ce dernier devient June Partners, et Anaïs Voy-Gillis en devient directrice.
En décembre 2023, elle est nommée directrice de la stratégie et de la RSE de l'entreprise chimique Humens, né de la scission des activités de la société Seqens,.
Elle est chercheuse associée à l'Institut d'administration des entreprises de Poitiers.

## Prises de position
Anaïs Voy-Gillis est une spécialiste de la réindustrialisation, et des enjeux industriels en France et en Europe.
Dans sa thèse, ses publications ultérieures ainsi que divers entretiens, Anaïs Voy-Gillis soutient que la France a fait le choix, dans les années 1970, de délaisser l'industrie pour se consacrer principalement au secteur tertiaire. Elle affirme que l'effort de réindustrialisation de la France nécessite des réformes structurelles de l'appareil politique et économique ainsi qu'une évolution forte des comportements d'achat et de consommation valorisant la production industrielle nationale. Selon elle, cet effort est exprimé pour la première fois en 2012, conjointement par le rapport de Louis Gallois et par Arnaud Montebourg, après quelques efforts précurseurs de Jean-Pierre Chevènement,.
Elle estime que les propositions formulées par Emmanuel Macron le 11 mai 2023 pour la loi « industrie verte » sont à ce titre insuffisantes, notamment du fait de l'absence d'un projet de société clair et d'une vision à long terme, mais aussi d'une image structurellement négative de l'industrie en France. Elle met en garde les décideurs et l'opinion sur le danger de croire que le terme « relocalisation » signifie un retour à l'industrie française d'avant les délocalisations, notamment des grosses usines employant des effectifs importants. Elle suggère que la réindustrialisation pourrait également passer par des extensions de sites, des agrandissements de capacités de production, mais aussi une régionalisation des productions, l'acceptation du risque industriel sur le territoire et l'élaboration d'une stratégie industrielle systémique et à long terme.
Dans plusieurs de ces travaux, elle revient sur le rôle de l'imaginaire dans l'appréciation que nous avons du rôle de l'industrie dans la société. Elle estime que les élections présidentielle et législatives de 2022 auraient du être le moment d'interroger le modèle industriel que l'on souhaite soutenir : sans engagement de l'ensemble de la société en faveur du mouvement de réindustrialisation, la dynamique risque de s’essouffler rapidement, alors que la convergence entre décarbonation et relance de la production en Europe est bien communément considéré dans le débat public.
Avant de travailler sur la réindustrialisation, elle a travaillé sur la montée des nationalistes en Europe. Ce qui a donné lieu à la publication de l'Union européenne à l'épreuve des nationalismes et de plusieurs articles, notamment dans Hérodote (revue) sur les élections municipales à Marseille.

## Publications
- [Anaïs Voy-Gillis 2014] Anaïs Voy-Gillis, Élections municipales à Marseille : le maintien d'un système géopolitique local servi par la fragmentation urbaine [thèse de doctorat], Saint-Denis, Université Paris-VIII, 2014 (OCLC 904549666, présentation en ligne)
- [Anaïs Voy-Gillis 2020-1] Anaïs Voy-Gillis, Enjeux et déterminants de la réindustrialisation de la France [thèse de doctorat], Saint-Denis, Université Paris-VIII, janvier 2020 (OCLC 904549666, présentation en ligne)
- [Anaïs Voy-Gillis 2020-2] Anaïs Voy-Gillis, L'Union européenne à l'épreuve des nationalismes, Monaco, Éditions du Rocher, 2020, 216 p. (ISBN 9782268103174, OCLC 1176184913)
- [Voy-Gillis & Lluansi 2020] Anaïs Voy-Gillis et Olivier Lluansi, Vers la renaissance industrielle, Clichy, Éditions Marie B, 2020, 91 p. (ISBN 9791093576794, OCLC 1178664066)
- [Voy-Gillis & Valentin 2023] Anaïs Voy-Gillis et Michaël Valentin, La méthode Elon : les 20 tactiques pour métamorphoser un mammouth en licorne, Malakoff, Dunod, 2023, 253 p. (ISBN 9782100846528, OCLC 1374847779)
- Anaïs Voy-Gillis, Pour une révolution industrielle, Paris, Les Presses de la Cité, 2025, 288 p. (ISBN 9782258204041, présentation en ligne)